# Advanced International Certificate of Education
Il Cambridge AICE Diploma (Advanced International Certificate of Education) è una prestigiosa qualifica internazionale offerta da Cambridge Assessment International Education. È progettato per preparare gli studenti all’istruzione superiore attraverso un curriculum flessibile che promuove il pensiero critico e l’interdisciplinarità. Una delle scuole italiane che prevede corsi per l'ottenimento dell'AICE Diploma è l'EIS Versilia di Capezzano Pianore.

## Struttura del Diploma
Il diploma richiede l’acquisizione di almeno 7 crediti, distribuiti come segue:
Materia obbligatoria:
AS Level Global Perspectives & Research (1 credito)
Fondamentale per sviluppare capacità di ricerca e pensiero critico.
Gruppo 1 – Matematica e Scienze:
Comprende materie come Matematica, Fisica, Chimica e Biologia, mirate a sviluppare competenze analitiche e di problem-solving.
Gruppo 2 – Lingue:
Offre diverse lingue, tra cui Inglese, Francese e Spagnolo, per potenziare la comunicazione globale.
Gruppo 3 – Scienze Umanistiche e Arti:
Include materie come Storia, Economia e Geografia.
Gruppo 4 – Materie interdisciplinari (facoltativo):
Permette esplorazioni oltre i confini delle discipline tradizionali.
Gli studenti devono ottenere almeno 1 credito per ciascuno dei tre gruppi principali (1, 2, 3), oltre alla materia obbligatoria. I crediti restanti possono provenire da qualsiasi gruppo.
Sessioni d’Esame
Sessione di giugno: Esami a giugno, risultati ad agosto.
Sessione di novembre: Esami a novembre, risultati a gennaio.
Questa doppia sessione annuale consente flessibilità nella pianificazione del percorso accademico.
Riconoscimento Globale
Il Cambridge AICE Diploma è riconosciuto a livello internazionale, comprese università nel Regno Unito, Stati Uniti, Australia e altri paesi. Alcuni atenei offrono crediti universitari o accesso anticipato per i titolari del diploma.
Collegamento con Altri Titoli Cambridge
IGCSE: Qualifica per studenti dai 14 ai 16 anni.
AS Level: Prima metà del percorso A Level.
A Level: Qualifica avanzata riconosciuta globalmente.